# Mathias Herrmann
Mathias Herrmann (Friedberg, 16 juli 1962) is een Duitse acteur.
Als zoon van een familie van boekverkopers volgde hij na zijn middelbare school van 1983 tot 1987 een acteursopleiding aan de Otto Falckenbergschool in München. Al tijdens zijn studie stond hij op het podium van de Münchner Kammerspiele. Daarna volgden theaterrollen in Freiburg, Dortmund, Bremen, Bonn, Mannheim, Bazel en Düsseldorf.
Hij maakte zijn filmdebuut in 1987 in Ralf Huettners verrassingssucces Das Mädchen mit den Feuerzeugen. Mathias Herrmann trok in 1995 internationale aandacht met een hoofdrol in De Partizanen (regisseur: Theu Boermans), een Nederlands drama over de Tweede Wereldoorlog dat vele prijzen won en genomineerd werd voor een Emmy. Zijn doorbraak op de Duitse televisie kwam met de rol van advocaat Dr. Johannes Voss in de ZDF misdaadserie Ein Fall für zwei (1997-2000, afleveringen 149-182). Daarna volgden talrijke prijzen en hoofdrollen in succesvolle en bekroonde Duitse televisiedrama's, waaronder de Grimme-prijs voor The Phantom van Dennis Gansel. Herrmann was ook in de bioscoop te zien in John Rabe. De film, geregisseerd door Oscarwinnaar Florian Gallenberger, won in 2009 vier Duitse filmprijzen, waaronder 'Beste Film'. The Adventures of Huck Finn, geregisseerd door Grimme Award winnares Hermine Huntgeburth, werd uitgebracht in 2012. Hij is ook te zien in de komedie Grüner wird's nicht, sagte der Gärtner und flog davon van Florian Gallenberger.
Herrmann woont in Osnabrück, is gehuwd met de actrice Nicole Averkamp en heeft drie kinderen.

## Filmografie
- 1987: Das Mädchen mit den Feuerzeugen
- 1987: Malwa
- 1987: Tatort – Spiel mit dem Feuer
- 1990: Der Erfolg ihres Lebens
- 1992: Ich bin. Du bist. Er ist.
- 1995: De Partizanen
- 1997: Die Unzertrennlichen
- 1997: Tatort – Schlüssel zum Mord
- 1997–2000: Ein Fall für zwei (televisieserie, 35 afleveringen)
- 1999: Biikenbrennen – Der Fluch des Meeres
- 1999: E-M@il an Gott
- 2000: Das Phantom
- 2001: Thomas
- 2001: Judas
- 2001: Verliebte Jungs (televisiefilm)
- 2001: Sperling – Sperling und das letzte Tabu
- 2002: Ein starkes Team – Träume und Lügen
- 2002: Drei Frauen, ein Plan und die ganz große Kohle
- 2002: Messerscharf
- 2002: Das Babykomplott
- 2002: Das falsche Opfer
- 2002: Der Unbestechliche
- 2003: Tatort – Der schwarze Troll
- 2003: Edel und Starck – Mit Herz und Verstand
- 2003: Das falsche Opfer
- 2003–2004, 2019: Familie Dr. Kleist
- 2004: SOKO Kitzbühel – Eiskalt
- 2005: Tatort – Feuertaufe
- 2005: Merry Christmas
- 2006: Rosamunde Pilcher – Land der Sehnsucht
- 2006: Alarm für Cobra 11 – Die Autobahnpolizei (televisieserie, 1 aflevering)
- 2006: Im Tal der wilden Rosen: Bis ans Ende der Welt
- 2006: Die Spezialisten: Kripo Rhein-Main – Susannes Suche
- 2006: Die Rettungsflieger
- 2006–2009: Unsere Farm in Irland
- 2007: Die Pfefferkörner
- 2007: Rosamunde Pilcher – Nebel über Schloss Kilrush
- 2007: Das Traumschiff – Rio
- 2007: Notruf Hafenkante
- 2008: Kommissarin Lucas – Vergessen und Vergeben
- 2008: Tatort – Borowski und die einsamen Herzen
- 2008: Kreuzfahrt ins Glück – Hochzeitsreise nach Chile
- 2009: SOKO 5113 – Der Fluch der bösen Tat
- 2009: In Boston liebt man doppelt
- 2009: John Rabe
- 2010: Küstenwache
- 2010: Pius XII.
- 2010: Kommissarin Lucas – Aus der Bahn
- 2010: Großstadtrevier
- 2011: Neue Chance zum Glück
- 2011: Engel der Gerechtigkeit
- 2011: Das Traumschiff – Kambodscha
- 2012: Die Nonne und der Kommissar – Verflucht
- 2012: Marie Brand und das Lied von Tod und Liebe
- 2012: Die Abenteuer des Huck Finn
- 2013: Notruf Hafenkante – La Paloma
- 2013–2014: In aller Freundschaft
- 2014: SOKO Leipzig – Kleine Geheimnisse
- 2014: Hubert und Staller – Nachhilfe in Sachen Mord
- 2015: Alarm für Cobra 11 – Die Autobahnpolizei (9 afleveringen)
- 2016: Dolores
- 2017: Pickel am Arsch
- 2018: Grüner wird’s nicht, sagte der Gärtner und flog davon
- 2019: Wilsberg – Minus 196°
- 2019: Lena Lorenz – Geschwisterliebe
- sinds 2018: Daheim in den Bergen
  - 2018: Schuld und Vergebung
  - 2019: Schwesternliebe
  - 2020: Auf neuen Wegen
  - 2021: Brüder
- 2019: Das Traumschiff – Antigua
- 2019: Limbo
- 2020: Der Staatsanwalt – Todgeweiht
- 2020: Der Überläufer
- 2020: In aller Freundschaft – Die jungen Ärzte – Der Neue
- 2020: WaPo Bodensee – Mord um sieben

## Luisterboeken
- 2007: Schule der Lügen van Wolfram Fleischhauer
- 2007: Das Café am Rande der Welt van John Strelecky
- 2008: Eine kurze Geschichte vom Glück van Thommie Bayer
- 2008: Kalendergeschichten van Johann Peter Hebel
- 2011: Die Inderin – Das Taschenhörbuch van Wolfram Fleischhauer
- 2018: Die schönsten Balladen van Johann Wolfgang von Goethe, Friedrich Schiller, Theodor Fontane, Heinrich Heine, Bertolt Brecht, Erich Kästner e.a.